# Wereldtentoonstelling van 1853
De Exhibition of the Industry of All Nations was een wereldtentoonstelling die in 1853 gehouden werd in de Amerikaanse stad New York. Deze universele wereldtentoonstelling was de eerste op Amerikaanse bodem, maar is nooit door het Bureau International des Expositions erkend. Hij volgde kort op de succesvolle Great Exhibition twee jaar eerder in Londen en was vooral bedoeld om, gedreven door nationale trots, de industriële prestaties en de normen en waarden van de jonge natie aan de wereld te laten zien.. Jacob Aaron Westervelt, burgemeester van New York was de voorzitter van het organisatie comité, Samuel Francis Du Pont was de algemeen directeur.

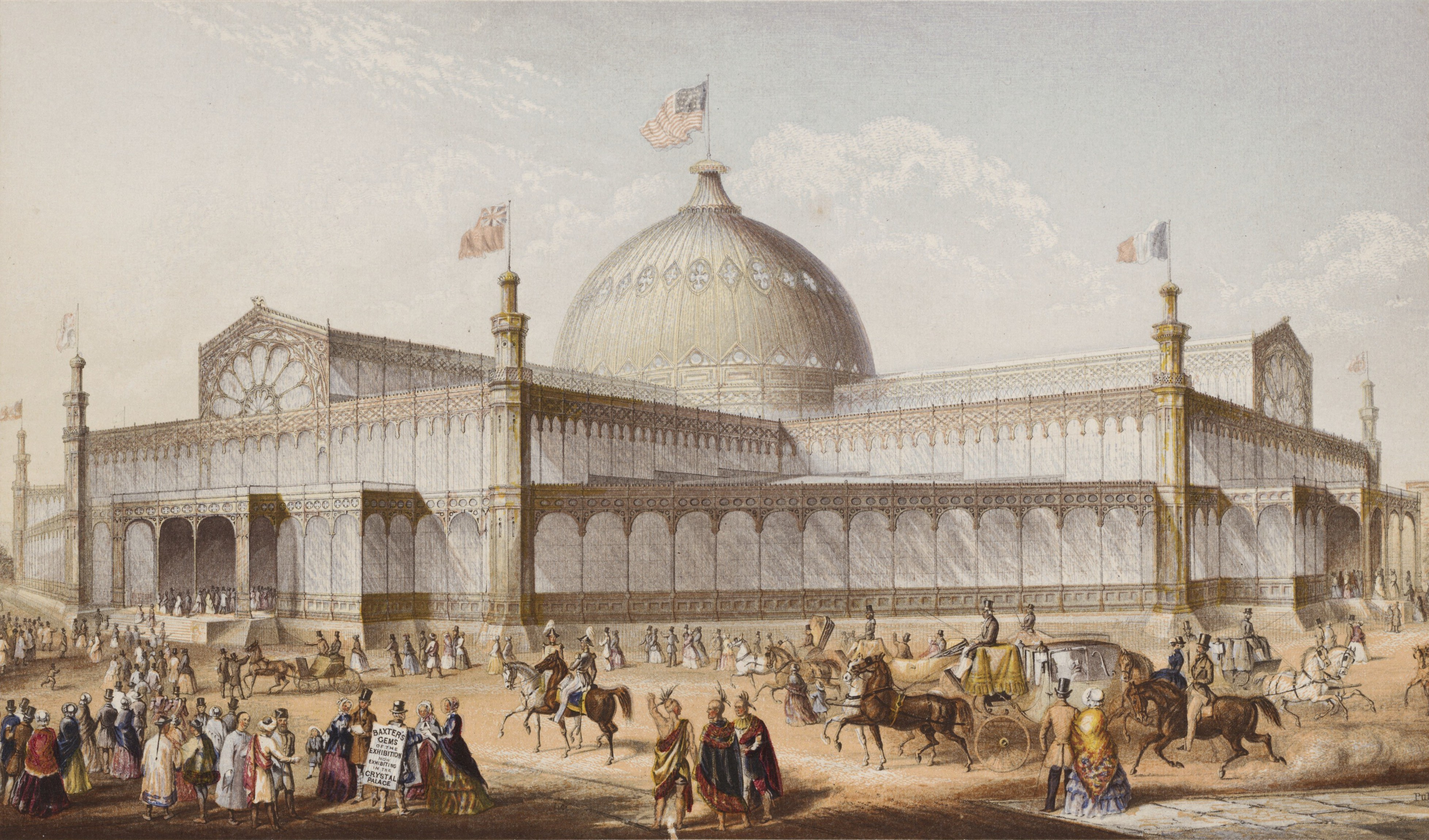
Het New Yorkse Crystal Palace in olieverf door George Baxter, Londen, 1853

## Tentoonstelling
De tentoonstelling werd op 14 juli 1853 door president Franklin Pierce geopend. Op 14 november 1854 sloten de poorten en waren meer dan 1 miljoen bezoekers de poorten gepasseerd. Deze bezoekersaantallen betekende vooral een stimulans voor de toeristische sector en was eveneens aanleiding voor de bouw van hotel accommodatie, De tentoonstelling zelf leed een verlies van USD 300.000. De tentoonstellingshal was geheel inspireerd op de tentoonstelling in Londen zodat New-York zijn eigen Crystal Palace kreeg. Het New Yorkse Crystal Palace was ontworpen door de Duitse architect Karl Gildemeister en de Deense architect Georg Carstensen. Een brand verwoestte het gebouw op 5 oktober 1858. De Amerikaanse dichter Walt Whitman schreef voor de gelegenheid « The Song of the Exposition ».
Vlak naast het Crystal Palace stond Lattings uitzichttoren, het letterlijke hoogtepunt van de tentoonstelling. Deze houten uitzichttoren van 96m hoogte bood de bezoekers een uitzicht over Manhattan tot Queens, Staten Island en New Jersey. De toren kwam net boven de windvaan van de Trinity Church (88m) uit en was vanaf 1853 tot de brand van 30 augustus 1856 het hoogste gebouw van New-York,.

## Belangrijke vindingen
- Elisha Otis presenteerde op de tentoonstelling de door hem uitgevonden liftrem waarmee een lift automatisch gestopt wordt in geval van een kabelbreuk. Hiermee kwam hij met een antwoord op een brede vrees voor vallende liften onder het publiek. Drie jaar later werd de eerste Otis lift in een New Yorkse winkel in gebruik genomen.
- David Alter maakte een methode voor de winning en zuivering van broom uit zoutbronnen wereldkundig. Dit bleek vooral nuttig voor de ijzerindustrie.
- De eerste skelter ter wereld werd tentoongesteld.